# Fitzroy Maclean
Brigadeiro Sir Fitzroy Hew Royle Maclean, 1º Baronete, KT CBE (11 de março de 1911 - 15 de junho de 1996) foi um oficial, escritor e político do Exército britânico. Ele foi membro Unionista do Parlamento  de 1941 a 1974 e foi um dos dois únicos homens que durante a Segunda Guerra Mundial se alistou no Exército Britânico como soldado raso e ascendeu ao posto de brigadeiro, sendo o outro futuro colega conservador Enoch Powell.
Maclean escreveu vários livros, incluindo Eastern Approaches, nos quais relatou três séries extraordinárias de aventuras: viagens, muitas vezes incógnitas, pela Ásia Central Soviética; lutando na campanha do Deserto Ocidental, onde se especializou em ataques de comandos atrás das linhas inimigas; e vivendo em constantes conflitos com Josip Broz Tito e seus partisans iugoslavos enquanto comandava a Missão Maclean na Iugoslávia. Tem sido amplamente especulado que Ian Fleming usou Maclean como uma de suas inspirações para James Bond. 

## Biografia
Maclean nasceu no Cairo, filho do major Charles Wilberforce Maclean (1875–1953), um membro da pequena nobreza escocesa servindo no Egito com os Queen's Own Cameron Highlanders,  e Frances Elaine Gladys Royle  (12 de junho de 1882–1954), a única filha de George Royle, um oficial da Marinha Real Britânica, e de Fannie Jane Longueville Snow. O casal se casou em 12 de julho de 1905 na paróquia de St George, Hanover Square, Middlesex, Londres. 

### Patrimônio e educação
Ele era descendente dos Macleans de Ardgour, uma Seita do Clã Maclean, cujos chefes têm como sede histórica o Castelo Duart, na Ilha de Mull, nas Hébridas Interiores.  Ele foi criado na Itália e educado no Eton College e no King's College, em Cambridge, onde leu clássicos e história. Ele então estudou na Alemanha antes de ingressar no serviço diplomático em 1933. 

## Na União Soviética
Em 1934, Fitzroy Maclean foi destacado para a Embaixada Britânica em Paris. Entediado com a rotina agradável, mas pouco exigente, ele solicitou um posto em Moscou em 1937. Os dois anos e meio que passou na União Soviética formaram o primeiro terço de seu livro mais conhecido, o autobiográfico Eastern Approaches. 
Maclean esteve em Moscou até o final de 1939, e esteve presente durante os grandes expurgos stalinistas, observando o destino de Bukharin e de outros revolucionários russos. Embora estivesse estacionado na capital, Maclean viajou extensivamente, principalmente de trem, para regiões remotas da URSS que estavam fora do alcance de estrangeiros, e foi seguido pelo NKVD ao fazê-lo. 

## Segunda Guerra Mundial
Quando a guerra eclodiu em 1939, Maclean foi impedido de ingressar no exército devido à sua posição como diplomata. Foi 2º Secretário do Ministério das Relações Exteriores. Por isso, renunciou ao Serviço Diplomático “para entrar na política”. Depois de apresentar sua demissão, ele imediatamente pegou um táxi até o escritório de recrutamento mais próximo e se alistou como soldado raso no Queen's Own Cameron Highlanders. Ele logo foi promovido a anspeçada e foi comissionado em 1941. Naquele ano ele se tornou deputado conservador por Lancaster.
No Norte de África, em 1942, destacou-se nas primeiras ações do recém-formado Serviço Aéreo Especial (SAS), onde, com Ralph Alger Bagnold, desenvolveu formas de conduzir veículos sobre os "mares" de areia da Líbia. Maclean era um praticante brilhante no tipo de luta T. E. Lawrence e se reportava diretamente a Winston Churchill no Cairo. Uma carta de apresentação de David Stirling dizia dele no final deste período: "Ele se saiu bem em nossos ataques. Não se deixe enganar por seus modos um tanto pomposos ou por sua maneira lenta de falar - ele está bem." 

### Pérsia e Iraque
Mais tarde naquele ano, ele foi transferido para o Oriente Médio como parte do Comando da Pérsia e do Iraque. Ele recebeu "um pelotão de Seaforth Highlanders e foi instruído a sequestrar" o general Fazlollah Zahedi, comandante das forças persas na área de Isfahan.  Maclean o capturou e o contrabandeou de avião para internamento na Palestina. Este incidente logo levou o governo de Hitler a retirar o apoio à sua rede na Pérsia.

### Iugoslávia
Churchill o escolheu para liderar uma missão de ligação (Macmis) à Iugoslávia central em 1943. Josip Broz Tito e os seus partisans emergiam como um grande obstáculo ao controlo alemão dos Balcãs. Pouco se sabia na época sobre Tito: alguns suspeitavam que se tratava de uma sigla para comitê ou que ele poderia na verdade ser uma jovem. Maclean conheceu bem Tito e posteriormente produziu duas biografias dele. O relacionamento de Maclean com os partisans de Tito nem sempre foi fácil, em parte porque eles eram comunistas, enquanto ele vinha de uma origem escocesa de classe alta e testemunhou o stalinismo em ação.
Como Churchill lhe disse pessoalmente, a missão de Maclean não era preocupar-se com a forma como a Iugoslávia seria governada depois da guerra, mas "simplesmente descobrir quem estava a matar mais alemães e sugerir meios pelos quais poderíamos ajudá-los a matar mais". 
No final do verão de 1944, juntamente com Tito, planejou e implementou a Operação Ratweek. Foi uma grande campanha de bombardeamentos aliada em colaboração com as tropas partisans locais, a fim de evitar a retirada das tropas alemãs e reforçar as da Europa Central e Ocidental, prolongando assim a guerra. 
A sua biografia de Tito revela a admiração que ele tinha pelo líder Iugoslavo e pela luta antifascista liderada pelos Comunistas Iugoslavos. Ele desenvolveu um grande carinho pela Iugoslávia e seu povo e mais tarde recebeu permissão para comprar uma casa na ilha dálmata de Korčula, na Croácia. 
Tendo sido nomeado Comandante da Ordem do Império Britânico (CBE) em 1944,  recebeu a Ordem de Kutuzov (União Soviética)  (que impressionou as tropas soviéticas em Belgrado), e depois da guerra a Croix de Guerre (França), e Ordem da Estrela Partisan (Iugoslávia). Ele alcançou o posto de Brigadeiro durante a guerra e foi promovido ao posto local de Major-general em 16 de junho de 1947. 

## Vida posterior

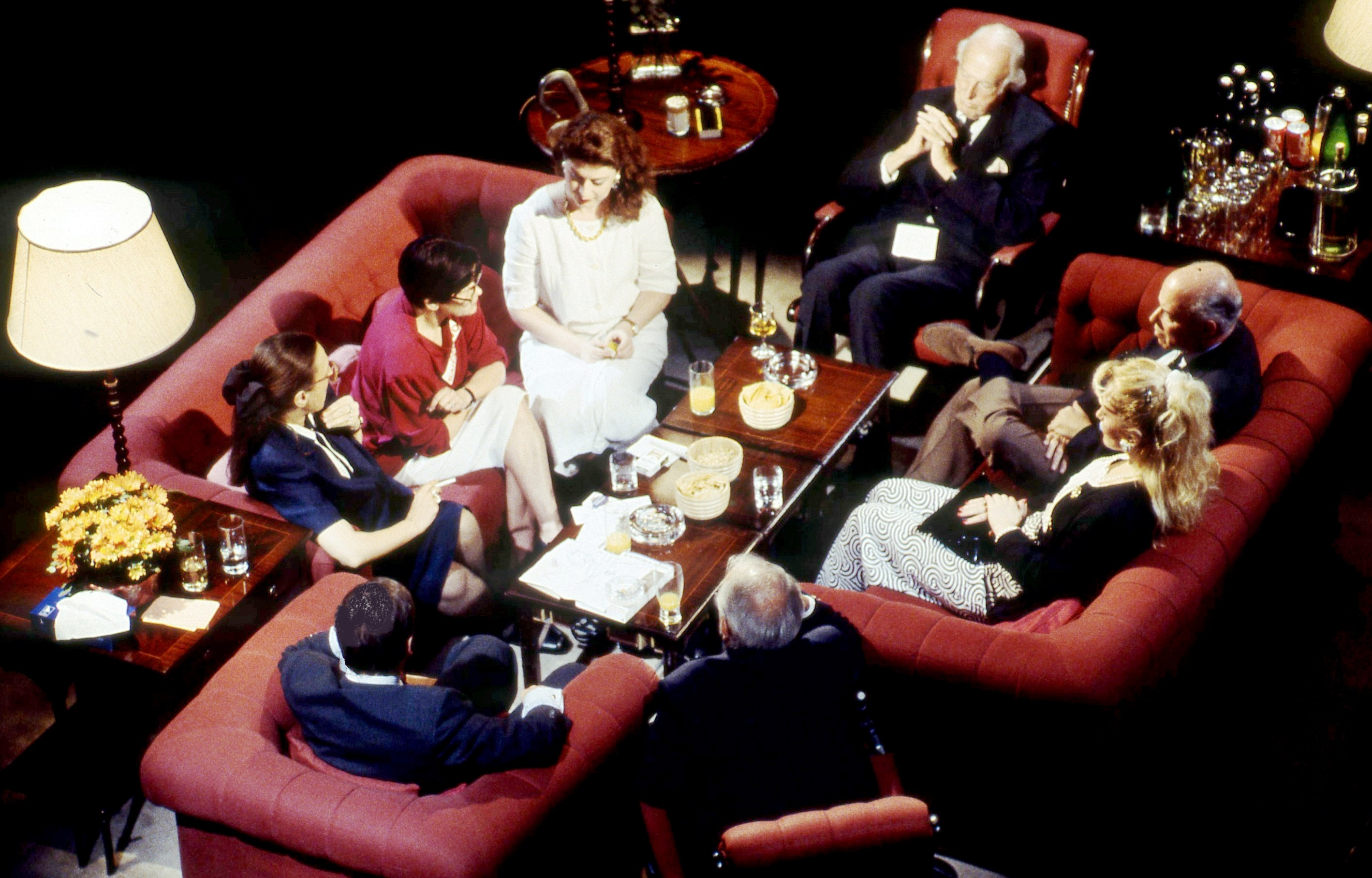
Maclean (no topo) no programa de discussão de televisão After Dark "Bloody Bosnia" em 1993

Maclean foi eleito Membro Conservador do Parlamento (MP) por Lancaster nas eleições suplementares de 1941. Ele foi reeleito por Lancaster em 1945, 1950, 1951 e 1955. Ele serviu brevemente como ministro júnior no Ministério da Guerra de 1954 a 1957. Harold Macmillan lamentou perdê-lo, "mas ele está realmente tão desesperado na Câmara que é um passageiro no cargo ... uma grande pena, já que ele é tão capaz." 
Em 9 de julho de 1949, Maclean lançou a pedra fundamental do Overton & District Memorial Hall em seu distrito eleitoral de Lancaster. Ele havia sido presidente do comitê que arrecadou o dinheiro para comprar o terreno e construí-lo.
Nas eleições gerais de 1959, ele mudou os círculos eleitorais para Bute e North Ayrshire, onde foi eleito Unionista. Ele foi reeleito Unionista em 1964 e Conservador em 1966 e 1970. Aposentou-se nas eleições gerais de fevereiro de 1974. Nos seus últimos dois anos, foi nomeado membro da Assembleia Parlamentar do Conselho da Europa e da União da Europa Ocidental. 
Maclean foi Presidente Executivo (1959-1970) e posteriormente Presidente (1977-1987) da Associação GB-URSS. A Associação, financiada pelo Ministério das Relações Exteriores, era uma organização semioficial para as relações culturais com a União Soviética. 
Ele foi sugerido como enviado secreto ao governo da Iugoslávia após a tentativa de assassinato do dissidente croata Nikola Stedul na Escócia em 1988. 

## Casamento

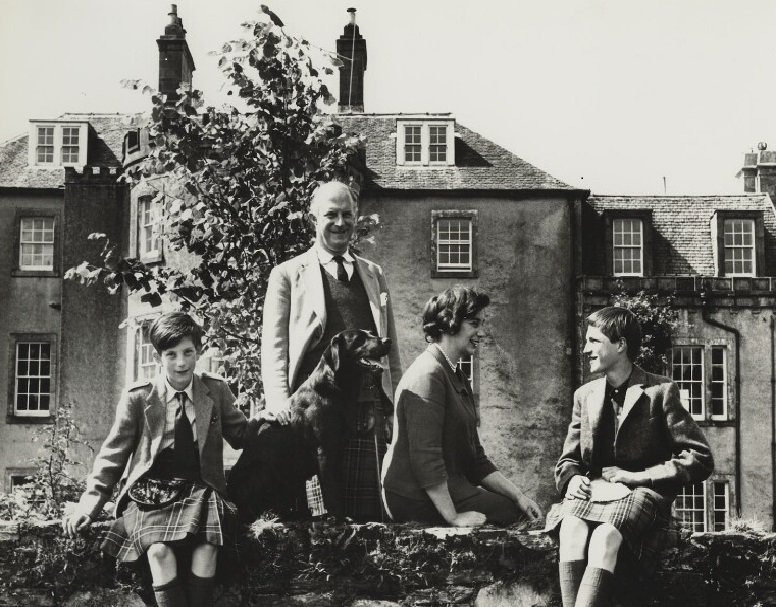
Fitzroy MacLean com Lady Veronica e seus dois filhos Charles e Alexander

Casou-se com Veronica Nell Fraser-Phipps (1920–2005), uma católica romana, em 1946. Ela era filha do 16º Lord Lovat e viúva do herói naval Tenente Alan Phipps, que foi morto em terra em Leros em 1943. Sir Fitzroy e Lady Maclean tiveram dois filhos: Charles Edward (nascido em 1946) e Alexander James Simon Aeneas ("Jamie"; nascido em 1949), que foram criados na fé de sua mãe. Charles é um autor conhecido por thrillers sombrios, incluindo o clássico cult The Watcher.  Jamie tornou-se negociante de arte e fundou a Erotic Review. 
Maclean também foi padrasto dos filhos de sua esposa desde o primeiro casamento, Susan Rose "Sukie" Phipps (nascida em 1941) e Jeremy Julian Phipps (nascido em 1942), que não foram criados como católicos. Sukie casou-se com Richard St. Clair de la Mare, neto do poeta Walter de la Mare em 1959, do então escritor Derek Marlowe em 1968 e, finalmente, do capitão Nicolas Paravicini em 1986. Ela teve cinco filhos e é madrasta do sábio autista Derek Paravicini. Jeremy tornou-se major-general do Exército, tendo servido no SAS. 

## Honras
Sir Fitzroy foi homenageado com o título de baronete de Maclean de Strachur e Glensluain em 1957,  foi nomeado 15º Guardião Hereditário e Capitão do Castelo de Dunconnel em 1981 e foi nomeado cavaleiro da Mais Antiga e Mais Nobre Ordem do Cardo em 1994. 
Na aposentadoria, Maclean escreveu extensivamente. Sua ampla gama de assuntos incluía: história escocesa, biografias (incluindo Tito e Burgess), uma trilogia russa e diversas obras de ficção. Ele também contribuiu para outros livros, por exemplo, escrevendo o prefácio de uma biografia de 1984 de Joseph Wolff, o chamado "Missionário Excêntrico", seguindo cujos passos ele havia viajado para Bucara quase meio século antes. 
Maclean e sua esposa administravam um hotel em Strachur.  Em 1964, ele contratou seu amigo de guerra, colega de comando e designer de iates Alfred Mylne II, para construir o iate a motor Judi of Bute para uso na costa oeste da Escócia. Maclean era patrono do Strachur and District Shinty Club. Ele colecionou uma extensa biblioteca, incluindo um conjunto completo das primeiras edições dos romances de James Bond, que foi vendido em setembro de 2008 por £ 26.000. 
No final da década de 1960, Maclean comprou a villa Palazzo Boschi na ilha de Korčula, no Adriático (atual Croácia),  onde passava boa parte de cada ano. 
A legislação iugoslava da época proibia estrangeiros de comprar imóveis, mas Tito interveio para permitir que Maclean o fizesse. A cidade de Korčula foi declarada cidade livre, e os Macleans foram declarados seus cidadãos. Assim que a compra foi registrada junto às autoridades municipais, o status de cidade livre foi revogado. 
Em 1991, durante a Guerra da Independência da Croácia, Maclean e a sua esposa entregaram suprimentos médicos à ilha de Korčula, com uma contribuição substancial do povo de Rothesay e Bute.  

## Morte
Sir Fitzroy Maclean morreu em 15 de junho de 1996, aos 85 anos, em Hertford, Hertfordshire, Inglaterra. 

## Legado
Maclean foi condecorado postumamente com a Ordem do Príncipe Branimir pela ajuda humanitária à Croácia, bem como por contribuir para a afirmação internacional da Croácia. A condecoração foi apresentada pelo presidente croata Stjepan Mesić em dezembro de 2001. 
Maclean pode ter sido um dos modelos para o personagem James Bond de Ian Fleming. 

## Estilos e honras
- Fitzroy Maclean, Esq (1911–1941)
- Fitzroy Maclean, Esq (1941–1944) MP
- Fitzroy Maclean, Esq, CBE, MP (1944–57)
- Sir Fitzroy Maclean de Strachur e Glensluian, Bt, CBE, MP (1957–1974)
- Sir Fitzroy Maclean de Strachur e Glensluian, Bt, CBE (1974–1981)
- Sir Fitzroy Maclean de Dunconnel, Bt, CBE (1981–1994)
- Sir Fitzroy Maclean de Dunconnel, Bt, KT, CBE (1994–1996)

## Cargos
- Membro do Parlamento por Lancaster (1941–59)
- Subsecretário de Estado Parlamentar da Guerra (1954–1957)
- Membro do Parlamento por Bute e Northern Ayrshire (1959–74)
- Presidente, da Associação GB-URSS (1977–1987)